# تشارتواي أرينا
تشارتواي أرينا (بالإنجليزية: Chartway Arena)‏ في مركز المؤتمرات تيد كونستانت ساحة متعددة الأغراض في نورفولك، فرجينيا، الولايات المتحدة، في حرم جامعة أولد دومينيون.